# Moreno De Pauw
Moreno De Pauw (født 12. august 1991 i Sint-Niklaas) er en belgiske tidligere cykelrytter. Han har hele sin professionelle karriere kørt for Team Flanders-Baloise. Hans foretrukne disciplin var banecykling, hvor han har vundet EM og VM-bronze. 
Sammen med makker Kenny De Ketele har han vundet flere seksdagesløb, heriblandt Københavns seksdagesløb i 2019.